# Juortanansalon alue
Juortanansalon alue este o arie protejată (arie specială de conservare — SAC, sit de importanță comunitară — SCI, arie de protecție specială avifaunistică — SPA) din Finlanda întinsă pe o suprafață de 5.436 ha, integral pe uscat.

## Localizare
Centrul sitului Juortanansalon alue este situat la coordonatele 64°34′34″N 29°53′25″E / 64.5761°N 29.8903°E.

## Înființare
Situl Juortanansalon alue a fost declarat sit de importanță comunitară în august 1998 pentru a proteja 1 specie de plante și 29 de specii de animale. Alte tipuri de protecție:
- arie de protecție specială avifaunistică (în iunie 2005)[2]
- arie specială de conservare (în aprilie 2015)[1][3][4]

## Biodiversitate
Situată în ecoregiunea boreală, aria protejată conține 11 habitate naturale: Ape oligotrofe din câmpii nisipoase, cu un conținut foarte redus de minerale (Littorelletalia uniflorae), Lacuri și iazuri distrofice naturale, Râuri naturale fino-scandinave, Cursuri de apă de la nivel de câmpie la nivel montan, cu vegetație Ranunculion fluitantis și Callitricho-Batrachion, Turbării active, Mlaștini turboase de tranziție și turbării mișcătoare, Izvoare fino-scandinave și mlaștini produse de izvoare bogate în minerale, Mlaștini alcaline, Turbării Aapa, Taiga vestică, Mlaștini împădurite.
La baza desemnării sitului se află mai multe specii protejate:
- plante (1): Hamatocaulis vernicosus
- păsări (25): minunița (Aegolius funereus), ciuf de câmp (Asio flammeus), cocoșul de mesteacăn (Bonasa bonasia), buha (Bubo bubo), șorecarul comun (Buteo buteo), prundaș de nămol (Calidris falcinellus), bătăuș (Calidris pugnax), lebădă de iarnă (Cygnus cygnus), ciocănitoare neagră (Dryocopus martius), Emberiza rustica, vânturel roșu (Falco tinnunculus), muscar (Ficedula parva), cufundar polar (Gavia arctica), cocor (Grus grus), Larus fuscus fuscus, becațină mică (Lymnocryptes minimus), Lyrurus tetrix tetrix, codobatura galbenă (Motacilla flava), ciocănitoare de munte (Picoides tridactylus), ploier auriu (Pluvialis apricaria), Strix nebulosa, Surnia ulula, măcăleandru albastru (Tarsiger cyanurus),  cocoș de munte (Tetrao urogallus), fluierar de mlaștină (Tringa glareola)
- mamifere (4): gluton (Gulo gulo), vidră de râu (Lutra lutra), veveriță zburătoare siberiană (Pteromys volans), Rangifer tarandus fennicus

Pe lângă speciile protejate, pe teritoriul sitului au mai fost identificate 4 specii de plante, 5 specii de păsări, 2 specii de mamifere, 1 specie de nevertebrate, 2 specii de pești.